# Пакозди, Ласло
Ла́сло́ Па́козди Грёшль (венг. László Pákozdi Gröschl; 30 июня 1916 — 23 марта 1993, Сантьяго), настоящее имя Ласло Пфандлер (венг. László Pfandler), в испаноязычной прессе Ладислао Пакозди (исп. Ladislao Pakozdi) — венгерский футболист, защитник. После завершения игровой карьеры работал тренером.

## Карьера
Ласло Пакозди начал карьеру в клубе «Кеве». В 1931 году он перешёл в клуб «Электромош». Ласло дебютировал в составе команды 23 августа в матче с «Хунгарией» (1:5). 10 сентября того же года он забил первый мяч за клуб, поразив ворота «Эржебет-Шороксара» (3:2). В 1939 году Пакозди дебютировал в составе сборной Венгрии в матче с Германией (5:1). Он провёл за национальную команду девять игр. В 1942 году Пакозди стал игроком «Шальготарьяна», где впервые сыграл 13 июня во встрече с «Халадашем» (2:4). Всего за клуб он сыграл две встречи. Одновременно Пакозди работал тренером команды. С 1944 по 1945 год Ласло, формально продолжая являться тренером «Шальготарьяна», находился на военной службе. В 1945 году Пакозди недолго играл в Бельгии за клуб «Даринг». После чего уехал в Южную Америку. Его первой командой на континенте стал «Ботафого». Там венгр исполнял роль играющего тренера. Затем он переехал в Чили, где выступал за команды «Сантьяго Морнинг» и «Универсидад Католика».
В 1951 году Пакозди стал главным тренером клуба «Аудакс Итальяно». Затем он работал с командой «Рейнджерс». В 1956 году он во второй раз возглавил «Аудакс Итальяно» и на следующий год привёл клуб к выигрышу чемпионата Чили. После этого успеха Ласло был приглашён на пост главного тренера сборной страны. В первом же матче с ним во главе чилийцы обыграли сборную Бразилии. После второго матча, в котором команды сыграли вничью, Пакозди смог отпраздновать завоевание Кубка О’Хиггинса. Далее он повёл команду в квалификацию чемпионата мира, но после трёх поражений подряд чилийцы прекратили своё участие в розыгрыше. Затем венгр работал в клубных командах Чили и Перу.

## Международная статистика
| Матчи Ласло Пакозди за сборную Венгрии | Матчи Ласло Пакозди за сборную Венгрии | Матчи Ласло Пакозди за сборную Венгрии | Матчи Ласло Пакозди за сборную Венгрии | Матчи Ласло Пакозди за сборную Венгрии | Матчи Ласло Пакозди за сборную Венгрии | Матчи Ласло Пакозди за сборную Венгрии |
| -------------------------------------- | -------------------------------------- | -------------------------------------- | -------------------------------------- | -------------------------------------- | -------------------------------------- | -------------------------------------- |
| №                                      | Дата                                   | Место проведения                       | Оппонент                               | Счёт                                   | Голы                                   | Турнир                                 |
| 1                                      | 24 сентября 1939                       | Будапешт                               | Германия                               | 5:1                                    | —                                      | Товарищеский матч                      |
| 2                                      | 31 марта 1940                          | Будапешт                               | Швейцария                              | 3:0                                    | —                                      | Кубок Центральной Европы               |
| 3                                      | 7 апреля 1940                          | Берлин                                 | Германия                               | 2:2                                    | —                                      | Товарищеский матч                      |
| 4                                      | 2 мая 1940                             | Будапешт                               | Хорватия                               | 1:0                                    | —                                      | Товарищеский матч                      |
| 5                                      | 19 мая 1940                            | Будапешт                               | Румыния                                | 2:0                                    | —                                      | Товарищеский матч                      |
| 6                                      | 29 сентября 1940                       | Будапешт                               | Югославия                              | 0:0                                    | —                                      | Товарищеский матч                      |
| 7                                      | 6 октября 1940                         | Будапешт                               | Германия                               | 2:2                                    | —                                      | Товарищеский матч                      |
| 8                                      | 1 декабря 1940                         | Генуя                                  | Италия                                 | 1:1                                    | —                                      | Товарищеский матч                      |
| 9                                      | 8 декабря 1940                         | Загреб                                 | Хорватия                               | 1:1                                    | —                                      | Товарищеский матч                      |

## Достижения
- Чемпион Чили: 1957
- Обладатель Кубка О’Хиггинса: 1957

## Личная жизнь
Ласло — отец чилийских теннисистов Марио и Алехандро Пакозди.